# Katholieke Kerk in Martinique

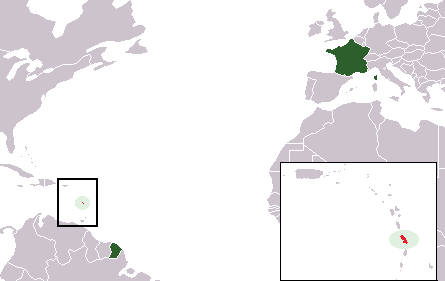
Martinique

De Katholieke Kerk in Martinique is een onderdeel van de wereldwijde Katholieke Kerk, onder het geestelijk leiderschap van de paus en de curie in Rome.
In 2005 waren er in Martinique ongeveer 351.000 (88%) katholieken. Het land bestaat uit een aartsbisdom, Saint-Pierre et Fort-de-France. Het aartsbisdom heeft twee suffragane bisdommen op andere eilanden, bisdom Basse-Terre in Guadeloupe en bisdom Cayenne in Frans-Guyana. Aartsbisschop van Saint-Pierre et Fort-de-France is David Macaire O.P. Men is lid van de bisschoppenconferentie van de Antillen, president van de bisschoppenconferentie is Patrick Christopher Pinder, aartsbisschop van Nassau (Bahama's). Verder is men lid van de Consejo Episcopal Latinoamericano.
Apostolisch gedelegeerde voor de Antillen is aartsbisschop Santiago De Wit Guzmán, die tevens apostolisch nuntius is voor Antigua en Barbuda, de Bahama's, Barbados, Belize, Dominica, Grenada, Guyana, Jamaica, Saint Kitts en Nevis, Saint Lucia, Saint Vincent en de Grenadines, Suriname en Trinidad en Tobago.

## Indeling
- Aartsbisdom Saint-Pierre et Fort-de-France
  - Bisdom Basse-Terre (Guadeloupe)
  - Bisdom Cayenne (Frans-Guyana)

## Nuntius
- Apostolisch delegaat voor de Antillen
  - Aartsbisschop George Joseph Caruana (22 december 1925 - 1938)
  - Aartsbisschop Luigi Conti (1 augustus 1975 - 9 februari 1980)
  - Aartsbisschop Paul Fouad Tabet (9 februari 1980 - 11 februari 1984)
  - Aartsbisschop Manuel Monteiro de Castro (16 februari 1985 - 21 augustus 1990, later kardinaal)
  - Aartsbisschop Eugenio Sbarbaro (7 februari 1991 - 26 april 2000)
  - Aartsbisschop Emil Paul Tscherrig (8 juli 2000 - 22 mei 2004)
  - Aartsbisschop Thomas Edward Gullickson (2 oktober 2004 - 21 mei 2011)
  - Aartsbisschop Nicola Girasoli (29 oktober 2011 - 16 juni 2017)
  - Aartsbisschop Fortunatus Nwachukwu (4 november 2017 - 17 december 2021)
  - Aartsbisschop Santiago De Wit Guzmán (sinds 30 juli 2022)